# Mônica (football, 1987)
 (juin 2019).
Pour les articles homonymes, voir Monica.
Monica Hickmann Alves, née le 21 avril 1987 à Porto Alegre, communément connue sous le nom Mônica, est une footballeuse professionnel internationale brésilienne qui évolue au poste défenseuse. Elle participe à la Coupe du Monde Féminine de 2015, aux Jeux Olympiques de Rio 2016 ainsi qu'à la Coupe du Monde Féminine de 2019 .

## Carrière en club
Entre 2007 et 2012 Mônica joue en Autriche pour le SV Neulengbach. À son retour au Brésil, elle fait un court passage au Botucatu Futebol Clube. 

## Carrière internationale

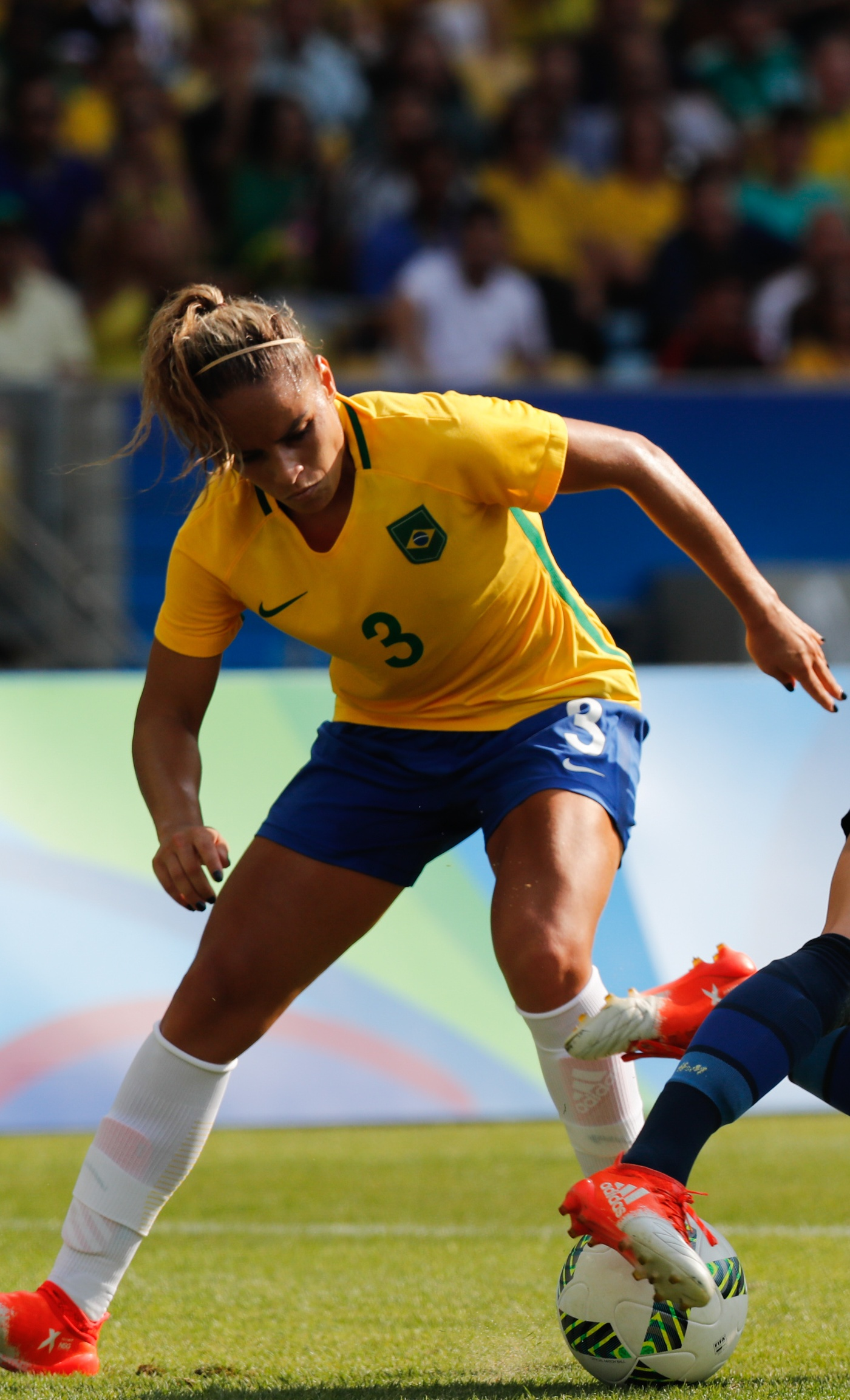
Mônica lors d'un match entre le Brésil et la Suède.